# NGC 1815
NGC 1815 (również ESO 56-SC49) – gromada otwarta, znajdująca się w gwiazdozbiorze Góry Stołowej. Należy do Wielkiego Obłoku Magellana. Odkrył ją John Herschel 24 listopada 1834 roku.